# Belotus argentinus
Belotus argentinus là một loài bọ cánh cứng trong họ Cantharidae. Loài này được Steinheil miêu tả khoa học năm 1872.